# Охлобистіна Оксана Володимирівна
Оксана Володимирівна Охлобистіна (рос. Оксана Владимировна Охлобыстина, до шлюбу — Арбузова; нар. 1973) — радянська і російська кіноакторка, сценаристка.
Дружина режисера, сценариста і актора Івана Охлобистіна, який з 2001 року був священиком Російської Православної Церкви (відповідно Оксана — попадя Ксенія); з 2010 року Охлобистін за власним бажанням тимчасово відсторонений від священнослужіння.

## Життепіс
Оксана Арбузова народилася 24 квітня 1973 року в Москві.
У дитинстві Оксана добре малювала, ходила в будинок піонерів в драмгурток, режисер Леонід Белозорович знімав свій перший фільм «Катруся», режисерові і його помічникам сподобалося, як Оксана зіграла в шкільній виставі «Снігова королева», і вона потрапила в картотеку «Мосфільму».
Широка популярність прийшла з головною роллю Аварії в молодіжній драмі 1989 року «Аварія — дочка мента».
У 1995 році закінчила ВДІК (курс Сергія Соловйова).
У 1999 році разом з чоловіком Іваном Охлобистіним написала сценарій фільму «Максиміліан».
20 травня 2010 року в «Програмі максимум» на каналі НТВ було повідомлено про участь Оксани в скандальному фільмі 1990 року «Секс і Перебудова». Ця інформація була спростована Іваном Охлобистіним в ефірі радіо «Комсомольська правда».

## Політичні переконання
Охлобистіна підтримує російську агресію проти України і неодноразово незаконно перетинала державний кордон з «гуманітарними місіями».

## Сім'я
- Батько — геолог-буровик Володимир Євгенович Арбузов (нар. 14 березня 1937 р.)[5][6]
- Мати — юристка Валентина Степанівна Арбузова (до шлюбу Терентьєва) (нар. 30 травня 1943)[3][7] — заступниця начальника управління — начальниця відділу проходження документів і діловодства Управління документаційного забезпечення та архіву Апарату Державної Думи Російської Федерації
- Старша сестра — Олена Володимирівна (до шлюбу Арбузова), державна службовиця. Одружена, син — студент МАІ.[3][8]

## Особисте життя
У 1995 році одружилася з кінорежисером і актором Іваном Охлобистіним.
У шлюбі народила шестеро дітей:
1. Анфіса (8 серпня 1996)
2. Євдокія (2 листопада 1997)
3. Варвара (9 березня 1999)
4. Василь (5 березня 2001)
5. Іоанна (17 серпня 2002)
6. Сава (22 березня 2006)

## Фільмографія

### Акторка
| Рік  | Фільм                    | Оригінальна назва            | Роль                        |
| ---- | ------------------------ | ---------------------------- | --------------------------- |
| 1987 | Катруся                  | рос. Катенька                | Катруся                     |
| 1989 | Аварія — дочка мента     | рос. Авария — дочь мента     | Валерія Ніколаєва, «Аварія» |
| 1989 | Омана                    | рос. Наваждение              | Майка                       |
| 1990 | Зроблено в СРСР          | рос. Сделано в СССР          | Катя                        |
| 1991 | Вовкодав                 | рос. Волкодав                | повія                       |
| 1991 | Мігранти                 | рос. Мигранты                | Поліна                      |
| 1992 |                          | рос. Мужской зигзаг          | Аня Єгорова                 |
| 1992 | Білі одежі               | рос. Белые одежды            | Женя Бабіч                  |
| 1992 | Побачити Париж і померти | рос. Увидеть Париж и умереть | Люда                        |
| 1993 | Заповіт Сталіна          | рос. Завещание Сталина       | Женя                        |
| 1995 | Перехід                  | рос. Переход                 |                             |
| 1997 | Ах, навіщо ця ніч ...    | рос. Ах, зачем эта ночь      |                             |
| 1998 | Хто якщо не ми           | рос. Кто, если не мы         | сестра Толясіка             |
| 2007 | Софі                     | рос. Софи                    | мама Жені                   |

### Сценаристка
- 1998 — Максиміліан